# Parafia Miłosierdzia Bożego w Radomsku
Parafia Miłosierdzia Bożego w Radomsku – parafia rzymskokatolicka w Radomsku. Należy do dekanatu Radomsko – Najświętszego Serca Pana Jezusa archidiecezji częstochowskiej. Została utworzona w 1988 roku. Kościół parafialny został zbudowany w latach 1988–1996, konsekrowany w 1996 roku.
Przy parafii swoją działalność prowadzą: Akcja Katolicka, Katolickie Stowarzyszenie Młodzieży, Żywy Różaniec.

## Historia
Z parafii św. Marii Magdaleny 21 listopada 1987 r. wydzielono osobną część, która wraz z wsiami Lipie, Dąbrówka, Klekotowe utworzyła nową parafię. Duszpasterstwo w nowej parafii zostało powierzone przez biskupa Stanisława Nowaka księdzu Zenonowi Gajdzie. Początkowo na terenie parafii (erygowanej 30 września 1988 roku) istniała tymczasowa kaplica. W 1991 roku poświęcono nową plebanię, a 13 października 1996 roku poświęcono całkowicie wyposażony i umeblowany kościół. Dalsze prace obejmowały ogrodzenie placu kościelnego, budowę parkingu i drogi dojazdowej do kościoła od strony Wymysłówka – ul. Kościelnej. Drugim proboszczem został ksiądz Leon Wódka. Nadal trwały prace przy kościele: w 1999 roku świątynia zyskała chrzcielnicę, a przed kościołem wybudowano cokół pod figurę Matki Bożej, z umieszczonym tekstem modlitewnym do Matki Bożej Miłosierdzia i logiem Roku Jubileuszowego 2000. Ukończono również budowę chóru, otynkowano fundamenty kościoła, ukończono schody do kościoła i na plebanię. W 2000 roku rozpoczęły się prace nad wystrojem wnętrza kościoła.